# Манеж Первого кадетского корпуса

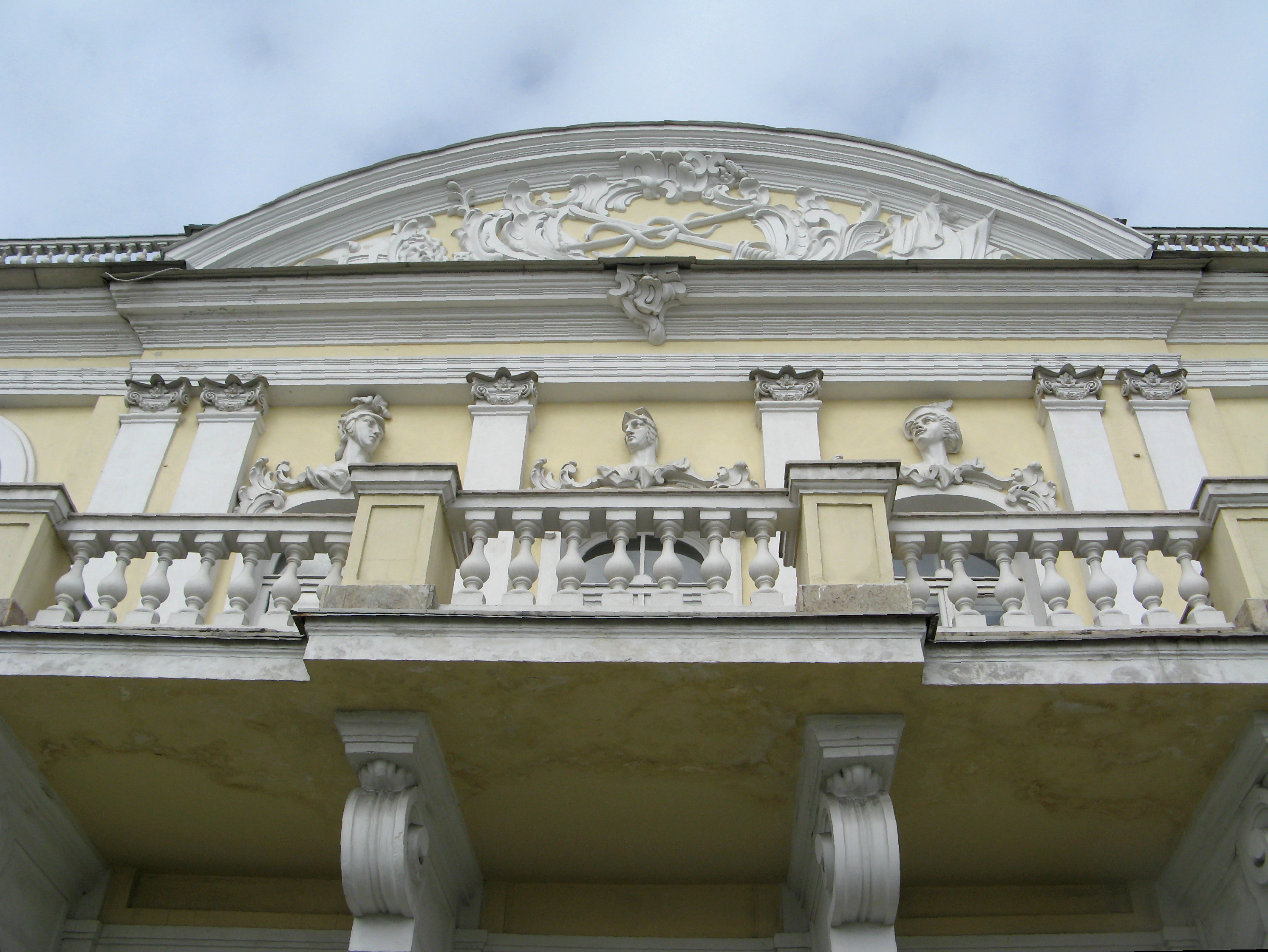
Лепнина центральной части лицевого фасада

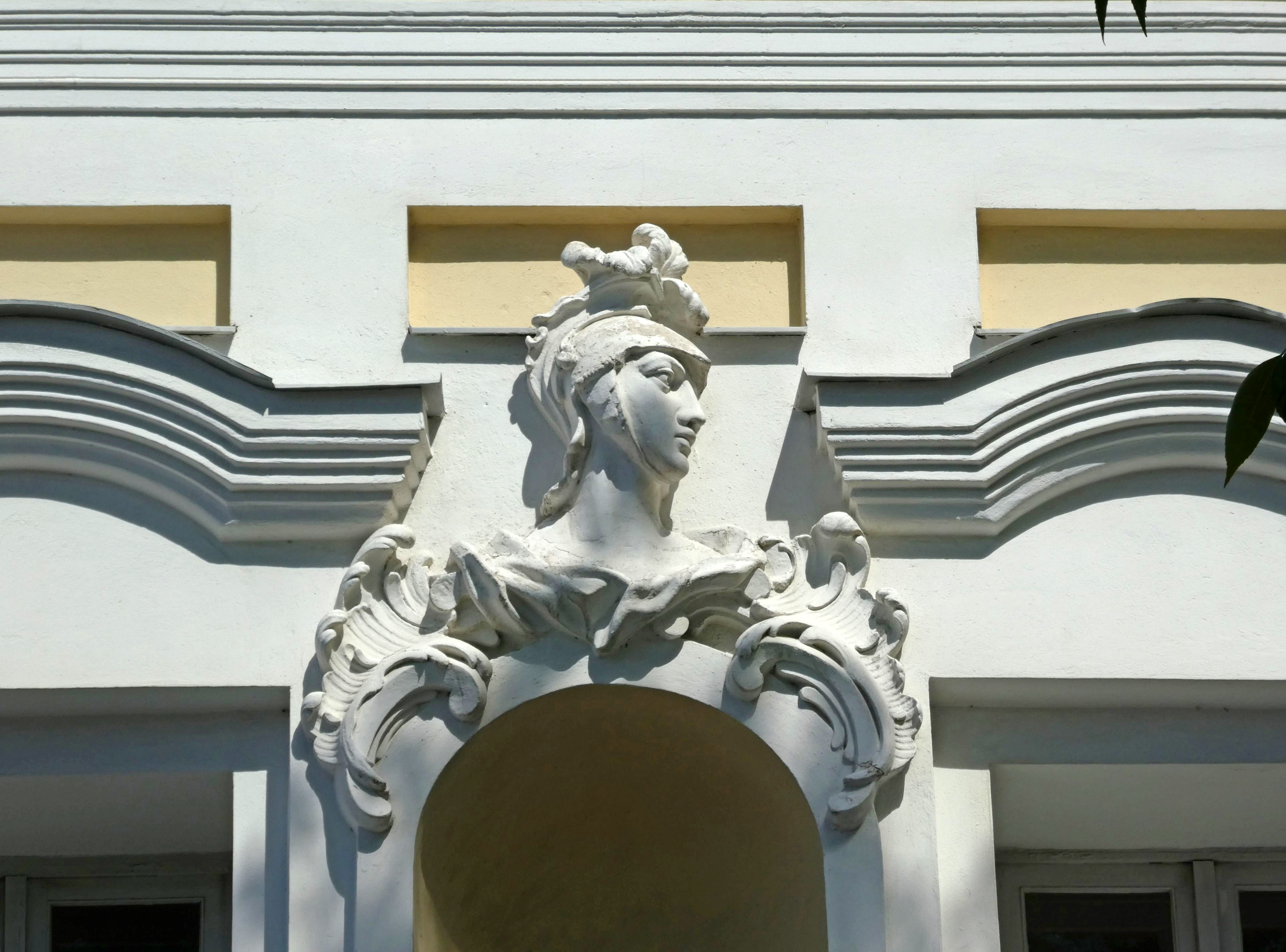
Лепнина бокового фасада

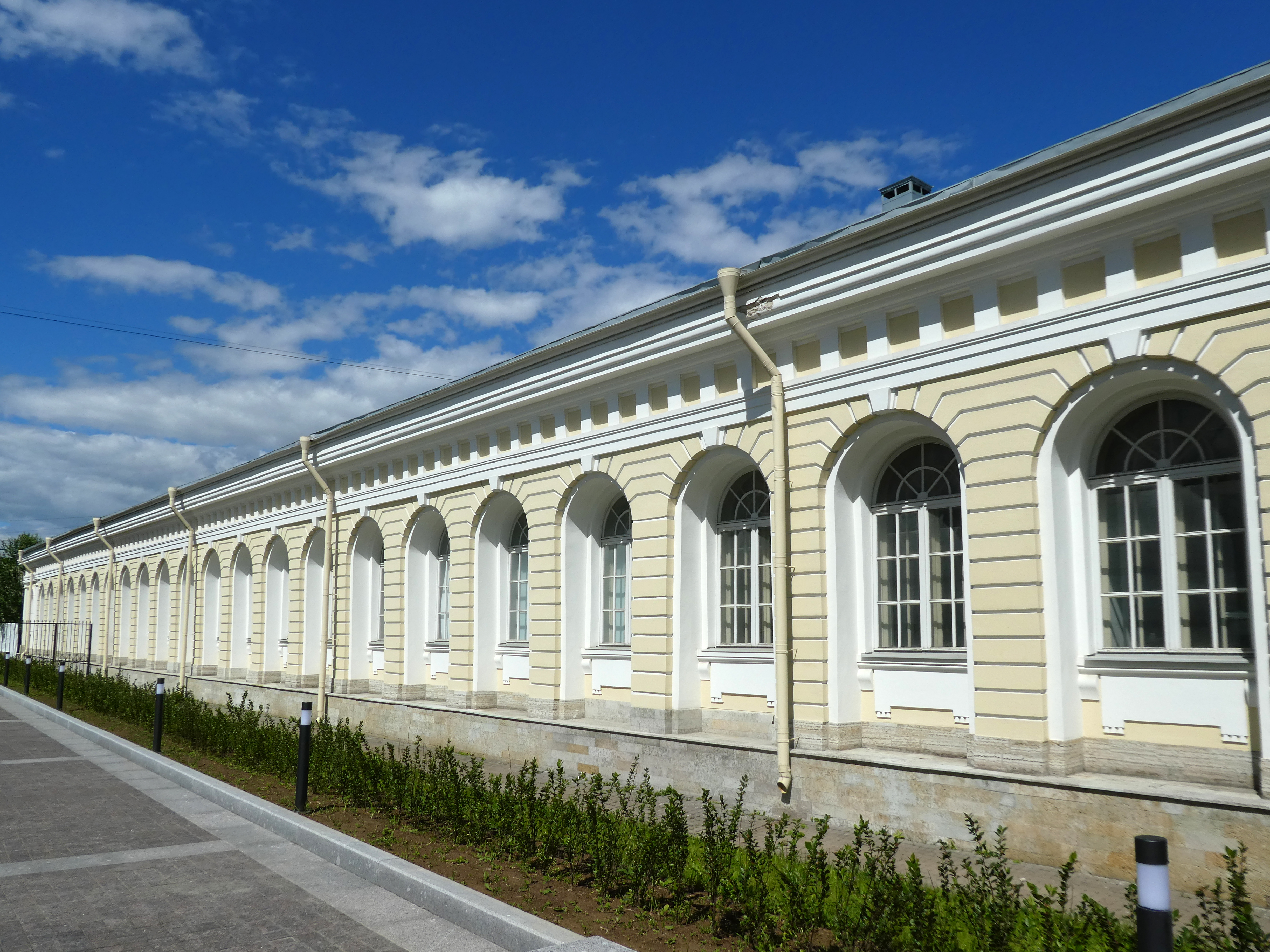
Манежный корпус

Манеж Первого кадетского корпуса — памятник архитектуры. Расположен в Санкт-Петербурге, современный адрес дома — Университетская набережная, 13, Филологический переулок, 2, 4.
Участок изначально относился к территории усадьбы А. Д. Меншикова. В 1713—1714 годах архитектор Г. И. Шедель построил здесь мазанковую церковь Воскресения Христова с высокой колокольней; в 1730 году храм был разобран, куранты колокольни были отданы церкви Святых Симеона и Анны.
По проекту И. Я. Бланка в 1734 году было построено первое здание манежа Первого кадетского корпуса, размещённого в Меншиковском дворце незадолго до этого. Деревянная постройка быстро стала ветхой, и канцелярия кадетского корпуса направила ходатайство о строительстве нового здания манежа к директору, князю Б. Г. Юсупову.
Здание построено в 1756 (1757)—1759 годах под руководством И. Борхарда. Обращённый на набережную лицевой корпус двухэтажный, к нему, образуя в плане подобие буквы Т, примыкает одноэтажный корпус, вытянутый в глубину участка.
Корпуса оформлены различно, что служило причиной исследования для подтверждения одновременности постройки. У главного фасада богатое декоративное оформление, он украшен сильно выступающими пилястрами и расчленён сложными по профилю антаблементами над каждым этажом, над центральной частью — лучковый фронтон (подобный тому, что ранее украшал Меншиковский дворец, оформлению которого подражает здание). И. Юст выполнил скульптурные детали наличников и заполнение тимпана. Симметрично по сторонам центрального ризалита располагались арки для въезда в манеж, которые были заложены и частично застеклены в XIX веке. В XVIII-начале XIX века главный фасад замыкал перспективу Исаакиевского моста. Лицевой корпус был предназначен для высоких гостей, наблюдавших за обучением кадетов на манеже. В 1820—1830-х годах в доме жил Д. Е. Филиппов. С середины XIX века в здании было размещено Главное управление военно-учебными заведениями и архив, главный корпус некоторое время занимала корпусная типография.
У собственно манежа между высокими полуциркульными окнами расположены простенки, обработанные рустами; его отделка характерна для раннего классицизма.
В 1843 году под руководством В. В. Кокорева прошла реставрация здания с частичной перепланировкой, сменой полов, ремонтом перекрытий и реставрацией лепнины, заменой потолков с уничтожением падуг (были созданы стрельчатые своды), пробивкой дверного проёма на главном фасаде. Была построена каменная лестница, в проёмах западной и восточной стен установлены унтермарковские печи. Под здание подвели цоколь из путиловского известняка.
В 1870-х годах к зданию были сделаны одноэтажные пристройки, которые были разобраны в 1953—1954 годах (по другим источникам, в 1949—1952 годах).
В советское время манеж продолжал относиться к военному ведомству. В 1990-х годах здание было заброшено. В 2003 году в нём прошёл реставрационный ремонт по заказу ООО «Ирви-Еврострой», проект которого разработало ОАО «Спецпроектреставрация» (архитектор М. М. Бредов). После реставрации здание используется как ресторан.